# Eliza (компьютерная игра)
Eliza — компьютерная игра в жанре визуального романа, разработанная студией Zachtronics и выпущенная 12 августа 2019 года на платформах Microsoft Windows, macOS и Linux. Версия для Nintendo Switch была выпущена 10 октября 2019 года.

## Игровой процесс
Eliza — визуальная новелла. Игрок берёт на себя роль Эвелин, молодой женщины, когда-то бывшей успешной в индустрии высоких технологий Сиэтла, а затем выгоревшей и практически полностью выпавшей из жизни на три года. В данный момент она выступает человеческим посредником для виртуального консультанта Элизы, названной в честь программы ELIZA, одной из первых попыток создать искусственный интеллект в 1960-х годах. Эвелин зачитывает то, что подготавливает программа для клиентов. Она обязана оставаться в рамках написанного Элизой, что создаёт трудный выбор для неё при разговорах с клиентами и другими людьми, включая своих старых друзей. Позже Эвелин получает возможность читать «не по сценарию», создавая новые варианты развития событий, связанных непосредственно с ней. У игрока есть возможность выбирать реакцию Эвелин на те или иные случаи, что влияет на ход истории. В конце игры есть возможность вернуться к одной из предыдущих глав, чтобы сделать другие выборы и узнать, как это влияет на концовки игры.
Как и в большинстве недавних игр Zachtronics, игра содержит мини-игру-пасьянс на случай, если игроку потребуется отвлечься от сюжета.

## Разработка
В отличие от большинства игр Zachtronics, разработкой которых руководил Зак Барт, создание Eliza велось под руководством Мэтта Бёрнса, который присоединился к Zachtronics в качестве сценариста и композитора. Перед тем, как присоединиться к Zachtronics, Бёрнс работал в Treyarch и 343 Industries, откуда ушёл из-за «кранчей». Он чувствовал, что выгорел, поэтому решил присоединиться к команде поменьше, которой стала Zachtronics .
Работа в игровых студиях вдохновила Бёрнса на создание игры о выгорании, в которой он мог бы отразить собственный опыт. Он вспомнил демонстрационную версию проекта DARPA в местном университете: это был виртуальный терапевт, с помощью которого вернувшиеся из-за границы солдаты проверялись на симптомы посттравматического стрессового расстройства. Программа задавала солдатам вопросы и следила за реакцией их лица и тела. Демо и вдохновило, и смутило его, поскольку «было очень странно наблюдать, как компьютер анализирует кого-то с настолько типично-человеческой проблемой», и он задумался, как ещё можно помочь людям с помощью компьютеров. Изначально Бёрнс планировал выпустить игру самостоятельно, однако после обсуждения идей с Бартом он поддался на уговоры выпустить игру под брендом Zachtronics. Хотя игровой процесс Eliza разительно отличался от других игр студии, Барт посчитал, что сюжет, к которому пришёл Бёрнс, хорошо подходит к другим творениям Zachtronics.
Поскольку и Барт, и Бёрнс годами жили в Сиэтле, они решили использовать этот город в качестве игрового сеттинга. Бёрнс чувствовал, что Сиэтлом двигали высокие технологии таких компаний, как Microsoft и Amazon.com, однако он прошёл несколько похожих циклов, где экономический бум сменяется спадом, а у его жителей наступает эмоциональное выгорание, представленное в игре.
Eliza была анонсирована в начале августа 2019 года, и выпущена 12 числа того же месяца для Microsoft Windows, macOS и Linux. Выпуск версии для Nintendo Switch был назначен на 10 октября того же года.

## Критика
Согласно агрегатору рецензий Metacritic, Eliza получила «в основном положительные» отзывы критиков.